# Fast furniture
Le fast furniture, ou l’ameublement rapide, est l’équivalent de la fast fashion mais pour les meubles. Ce terme désigne les meubles et accessoires de décoration produits à la chaîne, rapidement et donc accessibles à bas prix. En général ils sont faciles à monter donc c'est l'acheteur qui le crée[évasif].

## Historique
L’un des précurseurs de cette tendance est le fondateur d’IKEA : Ingvar Kamprad. Il fut une des premières personnes à faire des modes et assortiments pour les meubles. Son idée étant fructueuse, d’autres enseignes s’y sont mises. L'entrée de la démocratisation pour l'accès aux biens de la vie quotidienne a aussi participé à ce succès. Le but était de permettre à tout le monde de se meubler à des prix raisonnables. Le phénomène a aussi connu un pic de popularité durant la pandémie du Covid-19, en 2020.

## Impacts environnementaux
L’impact le plus documenté est la déforestation et la diminution des ressources. En 2022, on comptait jusqu’à 7 milliards d’arbres abattus sans être remplacés chaque année pour l’industrie du fast furniture. En conséquence, une partie de la biodiversité, végétale comme animale, diminue ou s'éteint petit à petit.  
Il n’y a pas de route sur les sites de coupe de bois. Pour transporter les troncs, des engins roulent à même la terre. Quand le bois est en haut d’une montée, un sillon est creusé et le bois est lâché pour qu’il glisse jusqu’en bas. Ces deux actions accentuent l’érosion et donc le risque de glissement de terrain ainsi que la destruction des écosystèmes.
Certains matériaux utilisés dans la composition des meubles, comme le plastique ou le formaldéhyde, sont nocifs pour l’environnement et non-recyclables. Comme il est difficile de les séparer des autres matériaux, le tout est brulé en déchetterie. Aux Etats-Unis, cette masse a été estimée à 9 millions de tonnes par année.

## Autres impacts
Les meubles provenant du fast furniture sont bon marché et sont donc également fabriqués à faibles coûts. Les personnes employées dans la coupe de bois et la fabrication des meubles sont souvent mal loties. ; leur santé est mise en danger du fait des produits chimiques utilisés et le manque d'équipement de sécurité. Les composants nocifs pour la santé le sont pendant plusieurs années. Les consommateurs peuvent donc aussi en subir les conséquences.
Ces meubles ne sont pas faits pour durer ; ils sont de mauvaise qualité et s’usent rapidement. Il faut donc les renouveler régulièrement et s’en débarrasser.